# Orinoco (paroisse civile)
Pour les articles homonymes, voir Orinoco.
Orinoco est l'une des neuf paroisses civiles de la municipalité de Heres dans l'État de Bolívar au Venezuela. Sa capitale est Almacén située sur la rive sud du fleuve Orénoque.

## Géographie

### Hydrographie
Située sur la rive sud du fleuve Orénoque dont le centre du lit sert de limite avec la paroisse civile voisine au nord de Boca del Pao dans l'État d'Anzoátegui, la paroisse en abrite plusieurs îles importantes : El Tocal, El Venado, et Bernabela.

### Démographie
Hormis sa capitale Almacén, la paroisse civile comporte plusieurs localités :
- Agua Linda
- Almacén
- Curiapo
- La Danta
- La Vigía
- Las Mulas
- Mayagua